# Stuart Agnew

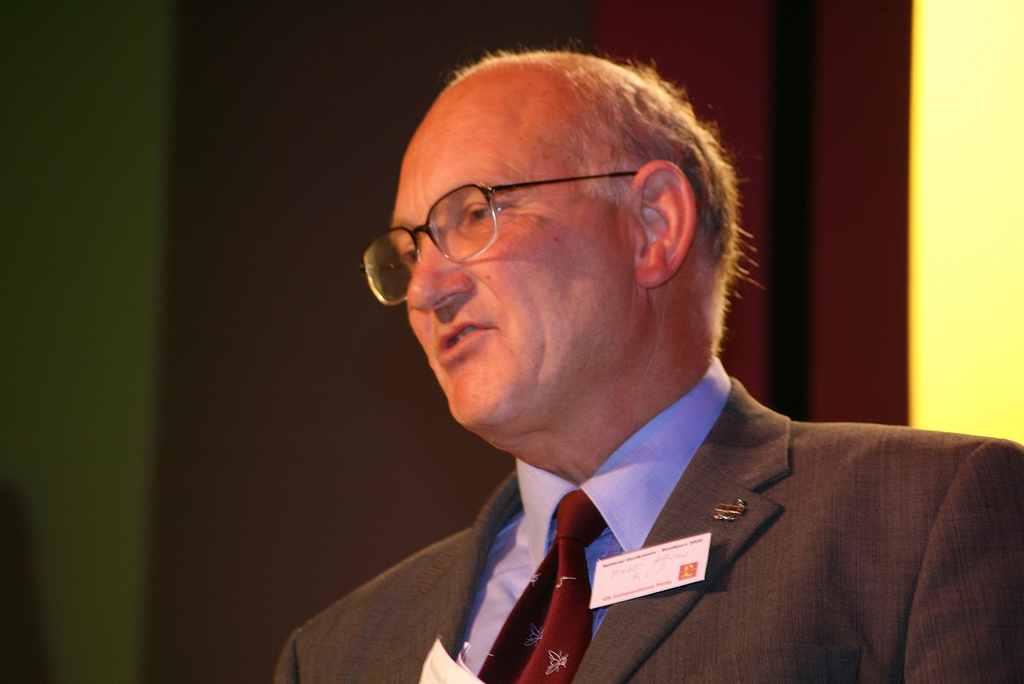
Stuart Agnew (2009)

John Stuart Agnew (* 30. August 1949 in Norwich) ist ein britischer Politiker der UK Independence Party.

## Leben
Agnew ist als Landwirt in Norfolk tätig. Er ist Mitglied der UK Independence Party. Seit 2009 war Agnew Abgeordneter im Europäischen Parlament. Im Europäischen Parlament war er im Ausschuss für Landwirtschaft und ländliche Entwicklung vertreten und stellvertretendes Mitglied im Ausschuss für konstitutionelle Fragen.